# A Million Ways to Die in the West
A Million Ways to Die in the West är en amerikansk westernkomedi från 2014, regisserad av Seth MacFarlane.

## Handling
Filmen utspelar sig 1882 i Arizona, där den fege fårfarmaren Albert (Seth MacFarlane) förlorar sin flickvän (Amanda Seyfried) på grund av sitt utträde ur en duell. Han möter snart en annan kvinna (Charlize Theron) och inser kort därefter sin sanna potential när kvinnans make (Liam Neeson), en ökänd brottsling, kräver återbetalning.

## Rollista
| Seth MacFarlane      | – Albert Stark                   |
| Charlize Theron      | – Anna Leatherwood               |
| Amanda Seyfried      | – Louise                         |
| Liam Neeson          | – Clinch Leatherwood             |
| Giovanni Ribisi      | – Edward                         |
| Neil Patrick Harris  | – Foy                            |
| Sarah Silverman      | – Ruth                           |
| Christopher Hagen    | – George Stark                   |
| Wes Studi            | – Cochise                        |
| Matt Clark           | – äldre prospekterare            |
| Evan Jones           | – Lewis                          |
| Rex Linn             | – sheriff/berättare              |
| Alex Borstein        | – Millie                         |
| Ralph Garman         | – Dan                            |
| Christopher Lloyd    | – Dr. Emmett Brown               |
| Gilbert Gottfried    | – Abraham Lincoln                |
| Ewan McGregor        | – cowboy på marknaden            |
| John Michael Higgins | – snobb                          |
| Alec Sulkin          | – en man på marknaden            |
| Jimmy Hart           | – fotograf                       |
| Bill Maher           | – Comic                          |
| Jamie Foxx           | – Django (från Django Unchained) |
| Ryan Reynolds        | – en man som dödades i en bar    |
| Patrick Stewart      | – ett får (röst)                 |